# Irisbus Midys
Le Midys est un autocar de ligne inter-urbain commercialisé par Irisbus entre 2004 et 2008 et carrossé par Ikarus sur un châssis Iveco Midirider produit dans l'usine italienne Iveco de Brescia. Il a été relancé ensuite en 2009 avec une autre carrosserie venant du même carrossier que pour l'Irisbus Proxys.

## Caractéristiques

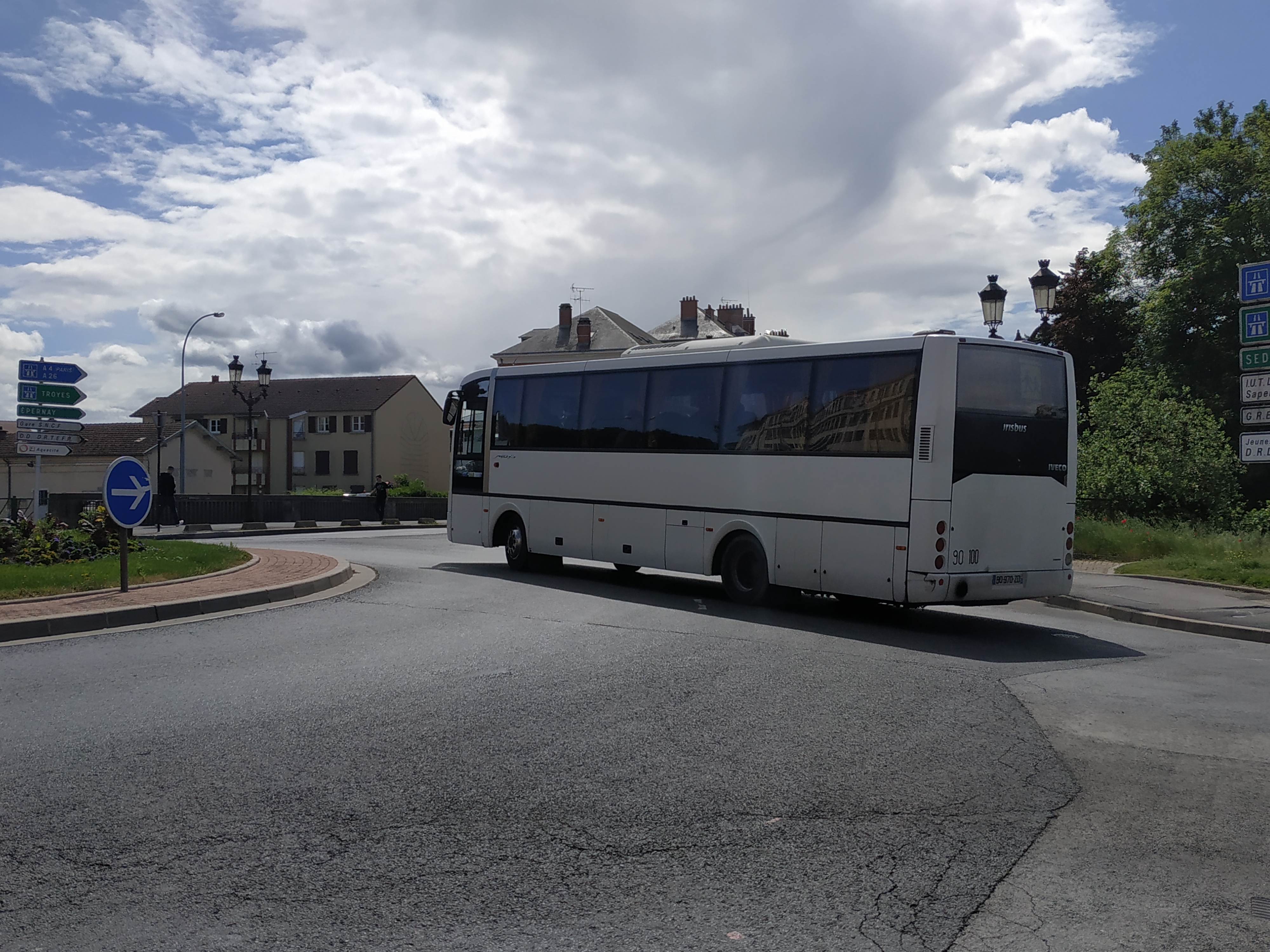
Arrière d'un Irisbus Midys, circulant en France

Il dispose d'un moteur Iveco Tector F4A placé à l'arrière. Le Midys est une version mieux équipée que le Midway, avec un moteur plus puissant, la climatisation, les sièges grand confort inclinables et la possibilité d'installer des toilettes à l'arrière dans les versions GT.
Deux configuration de portes sont possibles :
- Une porte avant et une porte arrière dans le porte-à-faux ;
- Une porte avant et une porte centrale large avec accès PMR par élévateur.

## Diffusion
En France, le modèle n'a pas connu une très large diffusion mais a été bien accueilli dans le secteur des midibus de ligne. On le retrouve principalement sur :
- Lignes TER en Aquitaine, Centre-Val de Loire, Limousin, Pays de la Loire et Rhône-Alpes ;
- Lignes régulières de la compagnie de transports Transisère ;
- Autocars communaux ;
- Véhicules de l'Armée de terre.

Il a connu une très large diffusion en Belgique, Hongrie et Pologne.

## Irisbus Midys 2
En 2009, Irisbus a lancé une nouvelle génération de midibus avec une motorisation conforme à la norme Euro 5, en conservant l'appellation Midys. Pour cela, un autre carrossier a été impliqué, le même que pour le Proxys, Cacciamali pour la conception et le design, l'usine de sa filiale Kapena en Pologne pour la production. On peut considérer que le Midys 2 est la version de ligne du Proxys qui est considéré comme un midibus GT dont il bénéficie du design.